# Eduard Chmelár
Eduard Chmelár (* 21. srpna 1971, Modra) je slovenský historik, politický a mediální analytik, vysokoškolský učitel, publicista a občanský aktivista. Rektor Akademie médií, vysoké školy mediální a marketingové komunikace v Bratislavě.
Jeho dětství je spojené s Pezinkem, kam chodil na základní školu i gymnázium a žil zde do roku 1996. Studoval žurnalistiku na FFUK v Bratislavě a interkulturní vztahy na University of Warwick v Spojeném království. Během sametové revoluce roku 1989 byl představitelem VPN v Pezinku. Pracoval jako novinář, dostal několik cen za žurnalistickou tvorbu, založil a vedl společensko-politický týdeník Slovo; vedl řadu občanských kampaní, většinou mírových, jako například úspěšnou kampaň v roce 2001 za zrušení základní vojenské služby nebo 15. února 2003 největší protiválečnou demonstraci v dějinách Slovenska – pochod proti válce v Iráku, kterého se zúčastnilo přes 2 000 lidí. Je koordinátorem Iniciativy za Občanskou ústavu. Od roku 2005 působí jako docent v oboru slovenských dějin. Byl vedoucím Ústavu politologie Fakulty masmédií Panevropské vysoké školy v Bratislavě a přednášel na Katedře žurnalistiky FF UKF v Nitře. 22. listopadu 2012 ho Akademický senát AM zvolil za prvního rektora Akademie médií, vysoké školy mediální a marketingové komunikace v Bratislavě.
Ve svém vědeckém zájmu se soustřeďuje na dějiny, média a globalizaci; je autorem námětu a scénáře cyklu historických dokumentů Magická osmička (STV, 2008) a autorem námětu oceněného filmu Slovenské národní povstání 1944 (STV, 2009). V říjnu roku 2008 získal jednu ze tří finálových nominací na Cenu Evropského parlamentu za žurnalistiku. Léta 2009 byl nezávislým kandidátem do Evropského parlamentu na listině Strany zelených.
Žije v Galantě.[zdroj⁠?!]

## Práce

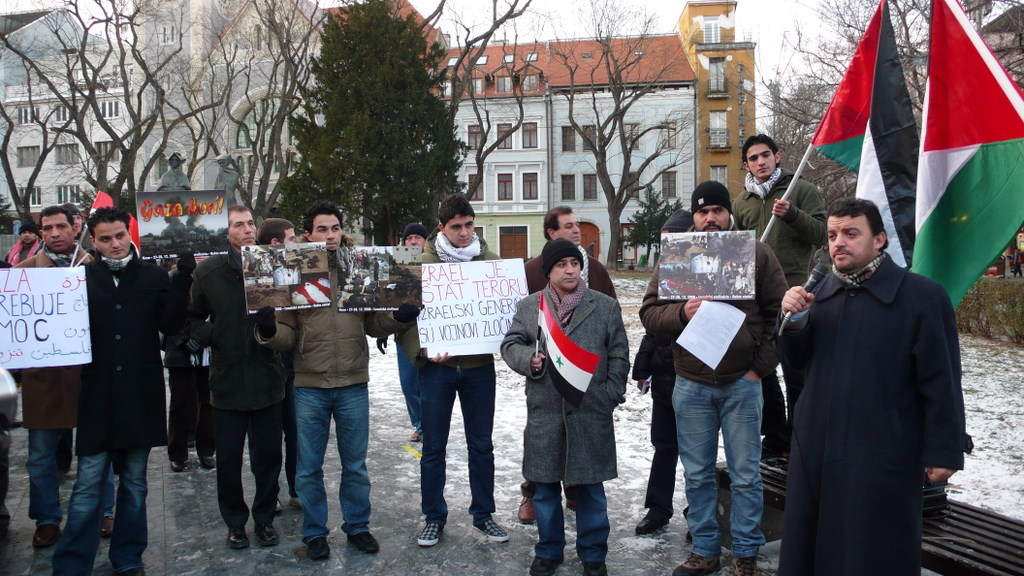
Eduard Chmelár na demonstraci proti násilí v Gaze (Bratislava, leden 2009)

### Monografie
- Uhorská tlačová politika (Nitra : UKF, 1998) ISBN 80-88738-51-2
- Rozprava o zjednotení ľudstva (Bratislava : Vydavateľstvo Spolku slovenských spisovateľov, 2001) ISBN 80-8061-137-8
- Svet nie je na predaj (Bratislava : Eko-konzult, 2003) ISBN 80-89044-91-3
- Rekonštrukcia slovenských dejín : formovanie slovenskej identity (Bratislava : Vydavateľstvo Spolku slovenských spisovateľov, 2021) ISBN 978-80-8202-149-6

### Studie a odborné články
- Paleožurnalistika ve starověkém Římě. In: Otázky žurnalistiky 2001, č. 3–4, s. 341–344.
- Poznámky k periodizaci a metodologii dějin žurnalistiky. In: Otázky žurnalistiky 2002, č. 1–2, s. 102–105.
- Filozofie svobody projevu. In: Otázky žurnalistiky 2003, č. 3–4, s. 164–176.
- Mezinárodněprávní zajištění svobody informace. In: Média na prahu třetího tisíciletí. Trnava, Univerzita sv. Cyrila a Metoděje 2003, s. 141–149.
- Pravda, lež a objektivita v žurnalistice. In: Acta Nitriensiae 7. Nitra, FF UKF 2005, s. 127–134.
- Soumrak žurnalistiky a budoucnost informování. In: masmediální komunikace v interdisciplinárním výzkumu. Trnava, UCM 2006, s. 43–47.
- Reportér Laco Novomeský. In: Laco Novomeský. Kulturní politik, politik v kultuře. Bratislava, Věda 2006, s. 158–167.
- Filozofie Slovenská dějin (1. – 19.) In: Slovo č. 37/2007 – č. 3/2008.
- Nejnovější pohledy na nejstarší dějiny Slovenské novinářství I. In: Otázky žurnalistiky 2008, č. 1–2, s. 2–12.
- Nejnovější pohledy na nejstarší dějiny Slovenské novinářství II. In: Otázky žurnalistiky 2008, č. 3–4, s. 2–11.
- Zrušení cenzury v roce 1968. In: Rok 1968. Novináři na Slovensku. Bratislava, Historický ústav SAV 2008, s. 78–94.
- Publicistické činnost disidenta Jána Čarnogurského. In: Svoboda v nesvobodě. Příspěvek disentu a médií k pádu totality. Ružomberok, Verbum 2011, s. 49–56.
- Svoboda projevu v arabském světě. In: Otázky žurnalistiky 2012, č. 1–2, s. 40–45.
- Právo na odpověď v Slovenské a evropském právním řádu. In: Global Media Journal, 2013, č. 1, s. 64–72.